# 웨스트우드 스튜디오

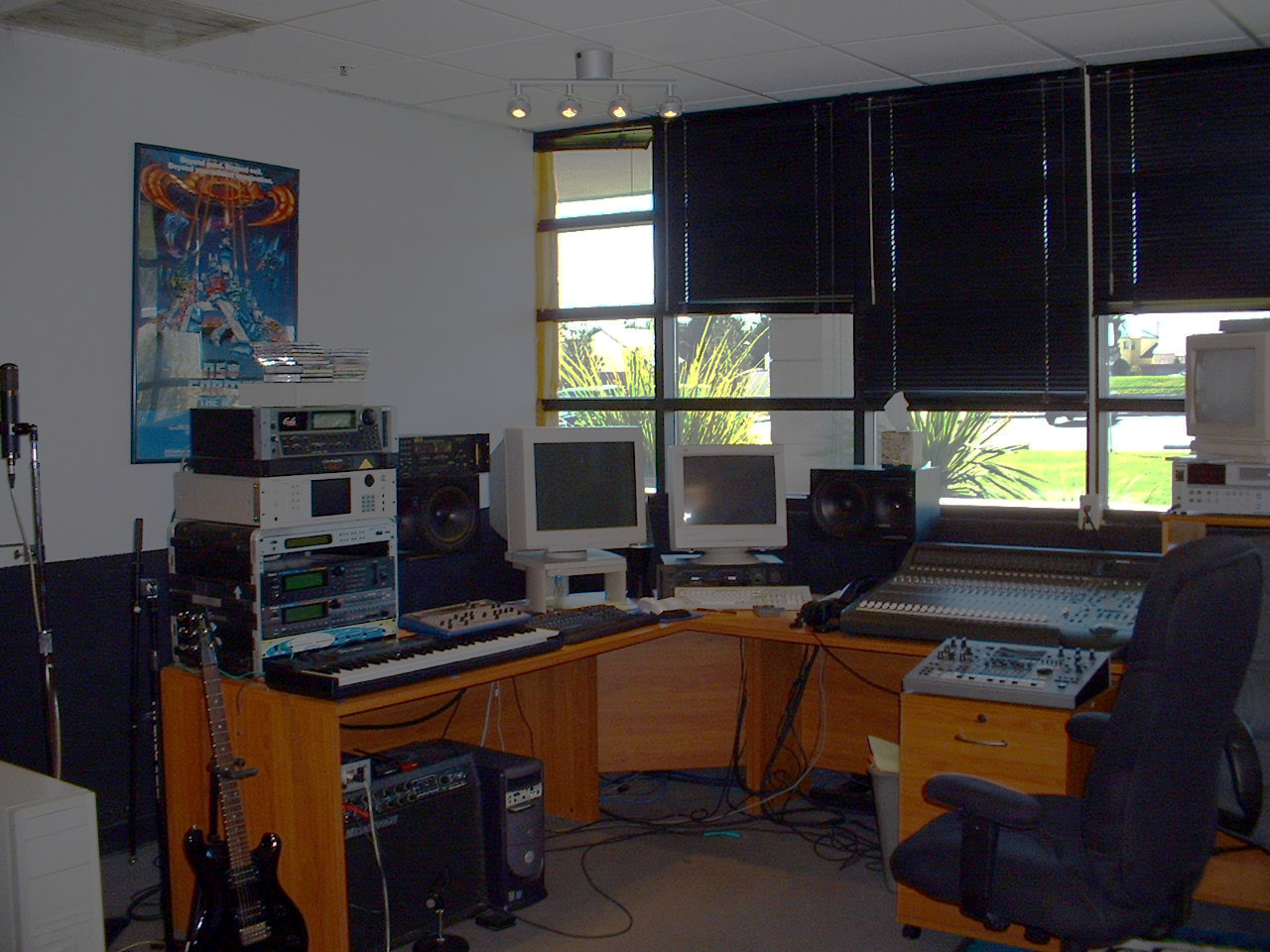

웨스트우드 스튜디오(Westwood Studios)는 1985년 네바다주 라스베이거스에서 베렛 스페리(Brett Sperry)와 루이스 캐슬(Louis Castle)에 의해 설립된 게임 개발사이다.

## 소개
회사는 처음에는 에피스와 전략 시뮬레이션 Inc.(Strategic Simulations Inc. SSI)의 외주를 받아 게임을 제작하였는데, 콘도르 아르니가와 아타리 ST와 같은 16bit 시스템에 8bit 게임을 포팅하였다. 첫 자작 게임은 마스 사가로 1988년에 일렉트로닉 아츠의 외주로 출시된 게임이다. 회사의 첫 성공작인 1990년의 주시자의 눈은 던전 앤 드래곤스의 라이선스를 딴 실시간 롤플레잉 게임으로 SSI의 외주였다 웨스트우드사의 옛 게임의 다른 배급사로는 인포컴과 월트 디즈니 회사가 있다.
1992년, 버지니아 인터렉티브에 매각되면서 회사명은 웨스트우트 스튜디오로 바뀌었다. 이 시기에 잘 알려져 있는 게임은 듄II, 어드벤처 게임인 키란디아의 전설과 롤플레잉 게임 로어의 땅이 있다. 무엇보다도 웨스트우드에게 있어 가장 상업적인 성공을 이끈 것은 1995년에 출시한 실시간 전략 게임인 커맨드 앤 컨커로, 듄II의 아이디어에 건물을 생산하는 게임 방식과 인터페이스, 미리 렌더링된 3D 그래픽을 위한 스프리트와 시네마닉 영상, 디스크에 실시간 재생되는 테크노 풍의 얼터네이티브 팝/록 사운드트랙과 모뎀 플레이가 더해졌다. 이러한 커맨드 앤 컨커, 키란디아, 그리고 로어의 땅은 모두 여러개의 후속작이 있다.
1998년, 웨스트우드는 일렉트로닉 아츠에 흡수되어, 캘리포니아주의 어바인으로 옮겨졌다. 웨스트우드와 웨스트우드 퍼시픽(후의 EA 퍼시픽)에 의해 운영되었다. 웨스트우드 퍼시픽은 녹스와 커맨드 앤 컨커의 후속작 레드 얼럿 2와 같은 게임이 개발되거나 공동개발하였다. 웨스트우드에 의해 출시된 마지막 게임중 하나인 커맨드 앤 컨커: 레니게이드이다.
2003년 4월, 웨스트우드 스튜디오는 EA 퍼시픽과 함께 EA에 의해 정리되어, EA 로스앤젤레스에 통합되었다. 폐쇄되기 전의 웨스트우드의 100여 명 가까이였던 직원들이 마지막으로 제작한 게임은 어스 앤 비욘드이었다.
프랭크 클레페키는 C&C 시리즈인 제너럴스와 제로 아워, 그리고 타이베리움 워즈의 사운드트랙을 맡고자 하였다. 웨스트우드가 폐쇄된 이후, EA 게임스에서 클레페키를 고용하지 않았기 때문에, 새로운 작곡가들이 이런 게임들에 기용되었다.
웨스트우드 스튜디오가 폐쇄된 지 얼마 안되어, 임직원들은 새로운 스튜디오인 페트로그래피를 설립하고 EA에서 벗어났다. 최근에는 일렉트로닉 아츠 및 페트로그래피 이외에 잔존 직원들이 제트 셋 게임즈라는 게임 스튜디오를 설립하였다.

## 제작한 게임 목록
- 마스 사가 (1988년)
- 배틀테크: 크레센트 호크의 시초 (1989년)
- 블레이드 런너 (1998년)
- 서킷즈 엣지 (1989년)
- 드레곤 스트라이크 (1990년)
- 주시자의 눈 (1990년)
- 듄II (1992년)
- 키란디아의 전설 (1992년~1994년)
- 라이온 킹 (1994년)
- 지혜의 땅 시리즈 (1993년~1999년)
- 젊은 멜린 (1994년)
- 커맨드 앤 컨커 시리즈 (1995년~2001년)
- 듄 2000 (1998년)
- 녹스 (2000년)
- 엠퍼러: 배틀 포 듄 (2001년)
- 해적: 블랙 캇의 전설 (2002년)
- 어스 앤 비욘드 (2002년)
- 커맨드 앤 컨커: 레니게이드 (2002년)